# Samiram arkı

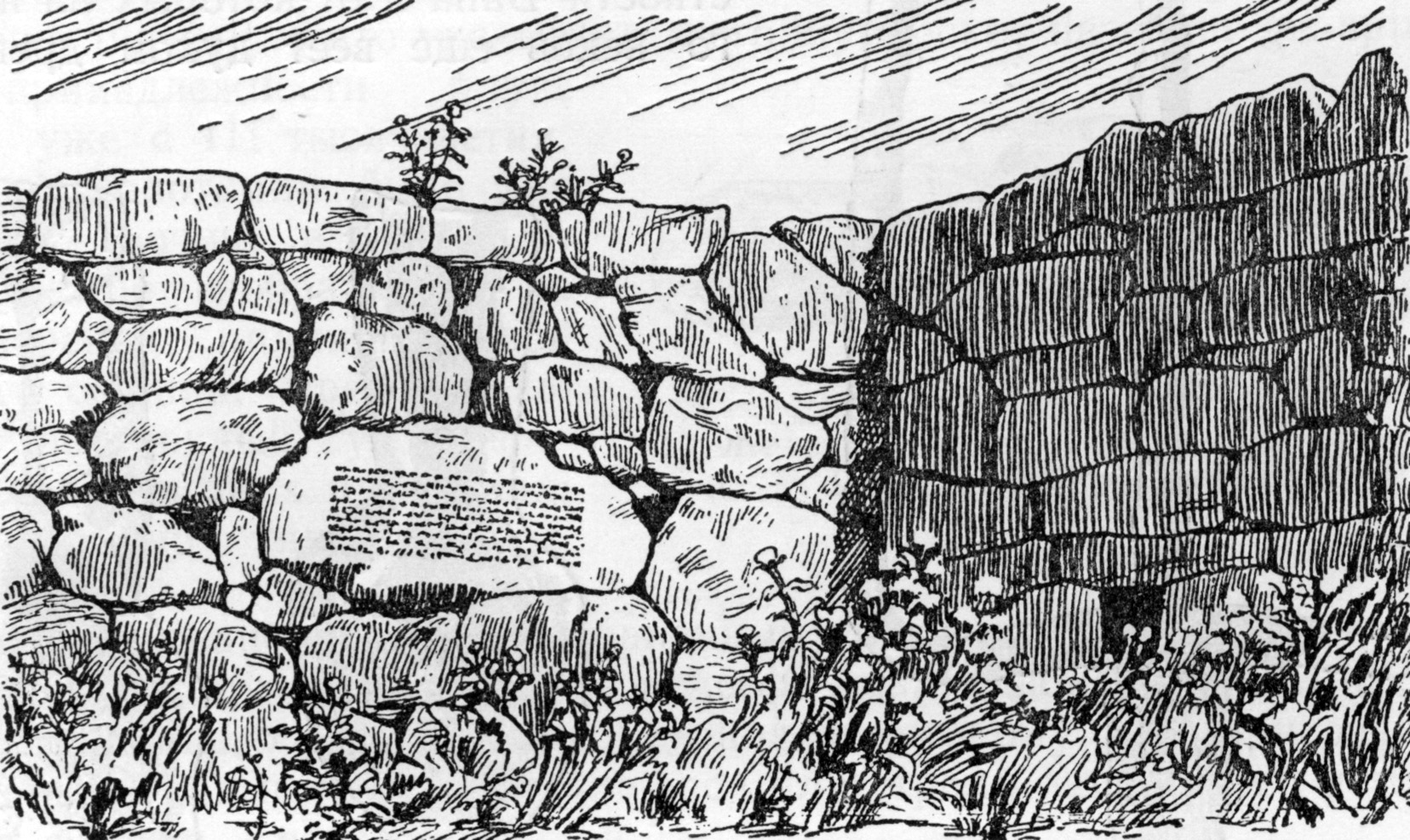
Inschrift des Menua

Samiram arkı, Şamram arkı oder Menua-Kanal (Menua pili) ist eine urartäische Bewässerungsanlage, die unter dem König Menua erbaut wurde.
Der Kanal ist 51 km lang, 3,4–4 m breit und 1,5–2 m tief (dort, wo er in den Felsen geschnitten ist) und hat einen Durchfluss von 6–10 m3/s. Ca. 25 km des Kanals sind in den anstehenden Kalkstein eingeschnitten. An anderen Stellen wurden Stützmauern erbaut, die bis zu 7 m hoch sein können (Gülo Boğazı und Kadem Bastı).
Der Samiram arkı bringt das Wasser von Quellen in Yukan Kaymaz (Mecingir) in der Ebene von Gürpınar in die Hauptstadt Tušpa (Van). Der Kanal überquert den Lauf des Hoşap auf einem Aquädukt. Der Kanal bewässert gegenwärtig 5000 ha und erzeugt 5 Megawatt Strom. Er bewässert unter anderem die Terrassen von Kadembastı.
15 Inschriften begleiten seinen Verlauf. Die Fels-Inschrift von Maştak beispielsweise lautet: "Durch die Gnade dḪaldis hat Menua, Sohn des Išpuini, diesen Kanal erschaffen." Ähnlich die Inschrift von Kadembastı: "Durch die GnadedḪaldis hat Menua, Sohn des Išpuini, diesen Kanal erschaffen. Sein Name ist Menua-Kanal.".
Die Zuweisung an Semiramis geht auf den armenischen Chronisten Moses von Choren zurück.